# RwandAir
RwandAir is de nationale luchtvaartmaatschappij van Rwanda. Zij is opgericht op 1 december 2002. Kigali International Airport is haar thuisbasis. RwandAir verzorgt vluchten binnen Afrika en naar Azië en Europa. Voorheen heette de luchtvaartmaatschappij RwandAir Express; in 2009 is dit gewijzigd in RwandAir.

## Bestemmingen
RwandAir bedient de volgende locaties (exclusief  codeshare-bestemmingen) in mei 2016:
RwandAir heeft een codeshare-overeenkomst met Brussels Airlines op de vluchten tussen Brussel en Kigali.

## Vloot
De vloot van RwandAir bestond op 28 mei 2017 uit:
- 1 Airbus A330-200
- 1 Airbus A330-300
- 2 Boeing 737-700
- 4 Boeing 737-800
- 2 Bombardier CRJ 900
- 3 Bombardier Dash 8-Q400

## Incidenten
Op 12 november 2009 botste RwandAir-vlucht 205 met een Bombardier CRJ 100 tegen het luchthavengebouw in Kigali. Een passagier overleefde deze botsing niet.